# Ковачевац (Липик)
Ковачевац је насељено место у саставу града Липика, у западној Славонији, Република Хрватска.

## Историја
До нове територијалне организације у Хрватској, налазило се у саставу бивше велике општине Пакрац. Ковачевац се од распада Југославије до маја 1995. године налазио у Републици Српској Крајини.

## Становништво
На попису становништва 2011. године, Ковачевац је имао 29 становника.
| Националност       | 1991.     |
| Срби               | 62 (100%) |
| Хрвати             | 0         |
| Југословени        | 0         |
| остали и непознато | 0         |
| Укупно             | 62        |